# Enakokraki trikotnik
Enakokráki trikótnik je trikotnik, pri katerem sta dve stranici enako dolgi (skladni).
Enako dolgi stranici (na sliki zgoraj a in b) se imenujeta kraka, tretja stranica (na sliki c) je osnovnica.
Tudi notranja kota ob osnovnici sta enako velika:
{\displaystyle \alpha =\beta \!\,.}
tako da velja:
{\displaystyle 2\alpha +\gamma =2\beta +\gamma =\pi =180^{\circ }\!\,.}
Višino na osnovnico lahko izračunamo, kot pri splošnem trikotniku, prek ploščine, v enakokrakem trikotniku pa si lahko pomagamo tudi s Pitagorovim izrekom:
{\displaystyle v_{c}^{2}=a^{2}-\left({\frac {c}{2}}\right)^{2}=b^{2}-\left({\frac {c}{2}}\right)^{2}\!\,.}
Ostale veličine izračunamo enako kot pri splošnem trikotniku.

## Ploščina
Za ploščino enakokrakega trikotnika velja Heronova formula v obliki:
{\displaystyle p={\sqrt {s(s-a)^{2}(s-c)}}\!\,}
kjer je s polovični obseg (polobseg) enakokrakega trikotnika:
{\displaystyle s={\frac {2a+c}{2}}\!\,.}
Heronovo formulo za enakokraki trikotnik lahko zapišemo tudi v obliki:
{\displaystyle p={\frac {1}{4}}{\sqrt {(2a+c)(2a-c)c^{2}}}={\frac {c}{4}}{\sqrt {4a^{2}-c^{2}}}\!\,.}